# Храм Святого Николая (Псара)
Храм Святого Николая Псар (греч.  Ναός του Αγίου Νικολάου Ψαρών — православный храм, расположен на острове Псара, нома Хиоса (Греция).
Храм посвящён Святому Николаю, который в морской Греции особо почитается как покровитель моряков. Храм Святого Николая на острове Псара является самым значительным «морским» храмом на территории сегодняшней Греции и часто именуется «Митрополией Эгейского моря».

## Храм
Храм стоит на скале над морем. К нему ведут 60 ступенек. Длина храма 28 метров, ширина 14 метров. В высоту (вместе с куполом) храм достигает 24 метров. Естественное освещение достигалось 67 окнами и 8 дверями (в настоящее время 51 и 7, соответственно). Сегодняшняя колокольня сменила старую, рухнувшую. Храм начал строиться в 1785 году, в начале расцвета флота острова Псара. Мрамор на строительство храма везли морем из Тимиана на острове Хиос, с других островов Эгейского моря, а также из Мальты и Марселя. Колонны из гранита вывезены с руин древнего храма Аполлона из Фана на Хиосе. Древние колонны завершаются «золотыми» венками. Мраморные барельефы выполнены в стиле барокко. Иконостас также мраморный. 
Храм выделяется среди православных церквей, строившихся в тот период в греческих землях, находившихся под османским владычеством, как своими размерами, так и своей архитектурной формой: базилика 3-х нефов. Отмечается, что женщины острова кормили строителей из самых красивых блюд своего хозяйства. Когда строительство храма завершилось, строители встроили эти тарелки на внешней поверхности храма, где они остаются по сегодняшний день.

## Разрушение храма
Строительство храма завершилось в 1793 году — в год, когда на острове родился будущий герой Греческой революции, капитан брандера, а впоследствии адмирал греческого флота и премьер-министр Греции Константин Канарис. Собственно дом Канариса находился у подножия скалы, на которой стоит храм. Дом не сохранился, но участок, на котором он стоял, является местом почитания, и на нём установлен памятник герою. В храме Святого Николая молился и причащался Канарис, прежде чем отправиться 1 июня 1822 года со своим брандером и брандером капитана Пипиноса на соседний Хиос, отмстить туркам за Хиосскую резню. Сожжение Канарисом флагмана османского флота с 2200 турками на борту, включая палача Хиоса, капудан-пашу Кара-Али, получило всемирную известность и стало предметом многих художественных произведений. Эпизод молитвы Канариса в храме Святого Николая перед его подвигом на Хиосе упоминается не только в литературных произведениях и церковных хрониках, но и в исторических трудах:145.
В последовавшей в 1824 году Псарской резне храм был разрушен турками. Церковная утварь была разграблена. Вместе с церковной утварью пропали все святыни большой ценности, в том числе утварь, которую подарил храму прославленный псарский моряк Иоаннис Варвакис, впоследствии российский дворянин Варваци, Иван Андреевич: хрустальные люстры, серебряные и позолоченные канделябры, серебряные иконы. Всё это было разграблено турками. Лишь Евангелие храма было спасено прорвавшимися через линии османских кораблей псариотами. Пленённые турками женщины и дети были проданы в рабство. Не имевшие торговой цены старые женщины были согнаны и сожжены заживо в храме Святого Николая:266.
Архимандрит острова то ли не сумел уйти с прорвавшимися псариотами, то ли остался со своей паствой и был пленён. На дальнем рейде острова, сохраняя нейтралитет, стоял двухмачтовый английский корабль «Alacrity». Его капитан, по фамилии Йорк, был знаком с архимандритом и попросил турецкого капудан-пашу Хосрефа (Хюсрев Мехмед) выдать архимандрита ему. Турок уважил просьбу английского капитана и вручил ему свежеотрубленную голову архимандрита, со словами «бери своего друга»:267.

## Сегодня
Храм был восстановлен в 1863 году, после того как псариоты малыми группами стали постепенно возвращаться на остров. Остров был освобождён греческими эсминцами «Аэтос» и «Иеэракс» 21 октября (3 ноября) 1912 года, в ходе Первой Балканской войны. Впоследствии бюсты прославленных псарских моряков Варвакиса, Апостолиса, Папаниколиса, Канариса были установлены в разных уголках этого маленького городка. На вершине скалы, на маленькой площади перед храмом Святого Николая, установлен бюст ещё одного прославленного псарского моряка, капитана брандера и впоследствии адмирала и писателя Константиса Никодимоса.
Храм Святого Николая подвергся значительным повреждениям во время землетрясения 2001 года. Для нужд сегодняшнего малочисленного населения острова (всего 400 человек взрослого постоянного населения), другого храма, храма Преображения Господня, было более чем достаточно. Однако храм Святого Николая находился под угрозой разрушения и требовал немедленной реставрации. Малочисленная община острова не располагала средствами для этого, и потому мэр и священник острова обратились за помощью к правительству в самый разгар финансового кризиса в стране, в 2010 году. Несмотря на сегодняшние финансовые трудности Греции, правительство, в силу исторического значения и архитектурной ценности храма Святого Николая, приняло решение выделить необходимые средства. Реставрационные работы начались в 2010 году.